# Ранняя британская популярная музыка
Ранняя британская популярная музыка — жанр коммерческой светской музыки, возникший в 16-17 веках с появлением так называемых печатных баллад, которые появились в результате печатной революции, успешно продававшиеся до 19 века. Дальнейшие технологические, экономические и социальные изменения привели к появлению новых форм музыки в 19 веке, в том числе духового оркестра, который создал популярную и общую форму классической музыки. Точно так же возник музыкальный зал для развлечения новых городских обществ, адаптируя существующие формы музыки для производства популярных песен и актов. В 1930-х годах влияние американского джаза привело к созданию британских танцевальные коллективов, которые продвигали социальную и популярную музыку, которая стала доминировать в общественных мероприятиях и в радиоэфирах.

## Традиционный поп, скифл и рок-н-ролл 1950-62
В начале 1950-х годов продажи американских пластинок доминировали в британской популярной музыке. В 1953 году главными артистами были Перри Комо, Гай Митчелл и Фрэнки Лэйн, в основном с оркестровыми сентиментальными балладами. Некоторые известные британские звезды военного времени, такие как Вера Линн, все ещё были в состоянии попасть в середину 1950-х годов. Многие успешные песни были произведением фильмов. Известным британским музыкальным жанром середины 1950-х годов был скифл, который был разработан в основном джазовыми музыкантами, копирующими американские народные и кантри-блюзовые песни. Самым выдающимся представителем был Лонни Донеган, чья версия «Rock Island Line» стала главным хитом в 1956 году. Успех увлечения скифлами и отсутствие необходимости в дорогих инструментах или высоком уровне музыкальности поощряли многих британцев из рабочего класса. Было подсчитано, что в конце 1950-х годов в Британии было 30-50 000 групп скиффлов. Продажи гитар быстро росли, и другие музыканты могли выступать на импровизированных басах и перкуссии в таких местах, как церковные залы и кафе, не стремясь к музыкальному совершенству или виртуозности.
В то же время рок-н-ролл играл в Британии после 1955 года. Британский продукт, как правило, считался менее успешным, чем американская версия жанра в то время, и оказал очень мало международного или долгосрочного воздействия. Тем не менее, это было важно для создания британской молодёжной и популярной музыкальной культуры и было ключевым фактором в последующих событиях, которые привели к британскому вторжению в середине 1960-х годов. С 1960-х годов некоторым звездам этого жанра, особенно Клиффу Ричарду, удалось сохранить очень успешную поп-карьеру.

## Бит и британское вторжение 1963-69
В конце 1950-х годов, в крупных городских центрах Великобритании, таких как Ливерпуль, Манчестер, Бирмингем и Лондон, начала появляться процветающая культура групп, часто за пределами упавшей сцены скиффла. Это было особенно в Ливерпуле, где, по оценкам, насчитывалось около 350 различных активных групп, часто играющих в бальных залах, концертных залах и клубах. Ударные группы находились под сильным влиянием американских групп эпохи, таких как Buddy Holly и Crickets (от которых группа The Beatles получила свое название), а также более ранние британские группы, такие как The Shadows. Среди самых успешных ритм-групп из Бирмингема были The Spencer Davis Group и The Moody Blues.
Британское вторжение в Америку во главе с «Битлз» с момента их прибытия в апреле 1964 года позволило им однозначно удерживать 5 лучших позиций в чарте Billboard Hot 100 одновременно. Примерно в 1967 году, выступая в качестве блюз-рока, появляющийся фолк-рок и некоторые бит-группы, в том числе Beatles, повернули к более серьёзным формам музыки (с акцентом на смысл, виртуозность и ориентацию на рынок альбомов), термин поп-музыка начал применяться к музыке на основе рок-н-ролла с более коммерческими целями, часто с несущественными текстами, особенно простыми песнями о любви, и ориентированными на чарт синглов, продолжая путь традиционной поп-музыки. В конце 60-х в британском поп-жанре доминировали отдельные певцы, такие как Сэнди Шоу.

## Поп-группа, панк и новая волна 1970-78
Начало 1970-х, вероятно, было эпохой, когда британская поп-музыка больше всего зависела от формата группы, с поп-исполнителями, такими как рок-группы, игра на гитарах и барабанах, с периодическим добавлением клавиш или оркестровки.
Британская душа и дискотека пользовались популярностью в эту эпоху среди таких артистов, как Бидду, Карл Дуглас, Тина Чарльз и Джимми Джеймс. Хит 1974 года «Борьба с кунг-фу» (Карл Дуглас и Бидду), в частности, продал одиннадцать миллионов записей по всему миру. Кроме того, были возрожденцы рок-н-ролла Showaddywaddy, Mud и Alvin Stardust. Среди людей, которые наслаждались успешной карьерой в этот период, были Гилберт О’Салливан, Дэвид Эссекс, Лео Сэйер и Род Стюарт.
Первоначальное влияние панка на поп-музыку, даже когда он не был запрещен для хит-парадов, не было подавляющим, но к концу десятилетия в британской поп-музыкальной индустрии стали доминировать Ian Dury и Blockheads. В число других успешных новых волновых поп-групп входили XTC, Squeeze и Ник Лоу, а также авторы песен, такие как Элвис Костелло, рок-н-ролльные группы, такие как Pretenders, и регги, влияющие на музыку таких групп, как The Police. К концу десятилетия многие из этих групп, особенно The Police, начали оказывать влияние на американские и мировые рынки.